# Lyndon Rive

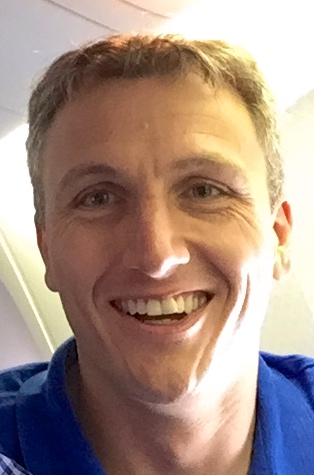
Lyndon Rive (2015)

Lyndon Rive (* 22. Januar 1977 in Pretoria, Südafrika) ist mit seinem Bruder Peter Rive und seinem Cousin Elon Musk einer der drei Gründer und war der CEO des kalifornischen Solarstromdiensterleisters SolarCity. Die Firma, die 2006 mit zwei Mitarbeitern begonnen hatte, beschäftigte im September 2013 etwa 3.500 Mitarbeiter und besaß in 14 US-Staaten 68.000 Kunden, bei denen sie Solaranlagen installiert hatte.

## Werdegang
Lyndon Rive hatte bereits in Südafrika als Schüler mit 17 Jahren einen Vertrieb für homöopathische Medikamente aufgebaut.
Wohlhabend wurde er aber in den USA mit dem Aufbau und dem späteren Verkauf der EDV-Firma Everdream. Diese mit seinen beiden Brüdern Peter und Russel Rive betriebene Firma entwickelte eine Software, mit der aus zehntausenden Computern bestehende Netzwerke gemanagt werden können. Die Brüder verkauften das Unternehmen 2006 an Dell.
Nach dem Verkauf, als Lyndon und Peter Rive mit Elon Musk das Burning-Man-Festival besuchten, schlug dieser ihnen vor, ein Solarunternehmen zu gründen. Er hielt die Brüder, die imstande gewesen waren, tausende Computer zu vernetzen, für ideal geeignet, Solaranlagen auf zehntausenden und später hunderttausenden Dächern zu installieren und dafür die Logistik, das Vertragsgeschäft, die Finanzierung sowie die Einbindung in die Stromnetze zu organisieren. Da Lyndon Rive sich für Umweltschutz engagieren wollte, griff er die Anregung auf.
Die Finanzierung der Gründung von SolarCity im Jahr 2006 übernahm Elon Musk mit 10 Mio. Dollar, während Lyndon und Peter Rive das operative Geschäft aufbauten und leiteten.
Lyndon Rive hatte bei Investoren 200 Millionen US-Dollar Eigenkapital und 1,6 Milliarden US-Dollar Gelder aus Anleihen eingeworben, mit denen die massiven Investitionen in Solaranlagen und der Produktionsapparat der Firma finanziert wurden. Zu den Investoren zählten Bank of America, Merrill Lynch, Google, Pacific Gas and Electric und U.S. Bancorp.

## Privatleben
Lyndon Rive ist verheiratet mit Madeleine Rive und hat mit ihr zwei Söhne. Er spielte gerne Unterwasserhockey. Lyndon Rive wurde Mitglied des U.S. National Underwater Hockey Team.